# Campeonato Europeu de Patinação Artística no Gelo de 1953
O Campeonato Europeu de Patinação Artística no Gelo de 1953 foi a quadragésima quinta edição do Campeonato Europeu de Patinação Artística no Gelo, um evento anual de patinação artística no gelo organizado pela União Internacional de Patinação (em inglês:  International Skating Union) onde os patinadores artísticos competem pelo título de campeão europeu. A competição foi disputada entre os dias 22 de janeiro e 25 de janeiro, na cidade de Dortmund, Alemanha Ocidental.

## Eventos
- Individual masculino
- Individual feminino
- Duplas

## Medalhistas
| Evento                        | Ouro                                      | Prata                                 | Bronze                                |
| Individual masculino detalhes | Carlo Fassi · Itália                      | Alain Giletti · França                | Freimut Stein · Alemanha Ocidental    |
| Individual feminino detalhes  | Valda Osborn · Reino Unido                | Gundi Busch · Alemanha Ocidental      | Erica Batchelor · Reino Unido         |
| Duplas detalhes               | Jennifer Nicks · John Nicks · Reino Unido | Marianna Nagy · László Nagy · Hungria | Sissy Schwarz · Kurt Oppelt · Áustria |

## Resultados

### Individual masculino
| Pos.              | Nome               | Nacionalidade      |
| ----------------- | ------------------ | ------------------ |
| Medalha de ouro   | Carlo Fassi        | Itália             |
| Medalha de prata  | Alain Giletti      | França             |
| Medalha de bronze | Freimut Stein      | Alemanha Ocidental |
| 4                 | Michael Booker     | Reino Unido        |
| 5                 | Hubert Köpfler     | Suíça              |
| 6                 | Martin Felsenreich | Áustria            |
| 7                 | Klaus Loichinger   | Alemanha Ocidental |
| 8                 | György Czakó       | Hungria            |
| WD                | Kurt Oppelt        | Áustria            |

### Individual feminino
| Pos.              | Nome                       | Nacionalidade      |
| ----------------- | -------------------------- | ------------------ |
| Medalha de ouro   | Valda Osborn               | Reino Unido        |
| Medalha de prata  | Gundi Busch                | Alemanha Ocidental |
| Medalha de bronze | Erica Batchelor            | Reino Unido        |
| 4                 | Helga Dudzinski            | Alemanha Ocidental |
| 5                 | Yvonne Sugden              | Reino Unido        |
| 6                 | Annelies Schilhan          | Áustria            |
| 7                 | Rose Pettinger             | Alemanha Ocidental |
| 8                 | Elaine Skevington          | Reino Unido        |
| 9                 | Alida Elisabeth Stoppelman | Países Baixos      |
| 10                | Sissy Schwarz              | Áustria            |
| 11                | Nelly Maas                 | Países Baixos      |
| 12                | Doris Zerbe                | Suíça              |
| 13                | Fiorella Negro             | Itália             |
| 14                | Joan Haanappel             | Países Baixos      |
| 15                | Liliane de Becker          | Bélgica            |
| 16                | Erika Rücker               | Alemanha Ocidental |
| 17                | Eszter Jurek               | Hungria            |

### Duplas
| Pos.              | Nome                                    | Nacionalidade      |
| ----------------- | --------------------------------------- | ------------------ |
| Medalha de ouro   | Jennifer Nicks / John Nicks             | Reino Unido        |
| Medalha de prata  | Marianna Nagy / László Nagy             | Hungria            |
| Medalha de bronze | Sissy Schwarz / Kurt Oppelt             | Áustria            |
| 4                 | Jane Higson / Robert Hudson             | Reino Unido        |
| 5                 | Eva Neeb / Karl Probst                  | Alemanha Ocidental |
| 6                 | Helga Kruger / Peter Voss               | Alemanha Ocidental |
| 7                 | Charlotte Michiels / Gaston van Ghelder | Bélgica            |

## Quadro de medalhas
| Ordem | País               | Medalha de ouro | Medalha de prata | Medalha de bronze |   | Ordem por total |
| ----- | ------------------ | --------------- | ---------------- | ----------------- | - | --------------- |
| 1     | Reino Unido        | 2               |                  | 1                 | 3 | 1               |
| 2     | Itália             | 1               |                  |                   | 1 | 3               |
| 3     | Alemanha Ocidental |                 | 1                | 1                 | 2 | 2               |
| 4     | França             |                 | 1                |                   | 1 | 3               |
| 4     | Hungria            |                 | 1                |                   | 1 | 3               |
| 6     | Áustria            |                 |                  | 1                 | 1 | 3               |
| TOTAL | TOTAL              | 3               | 3                | 3                 | 9 | —               |